# Acrocephalus hiwae
El carricero de Saipán (Acrocephalus hiwae) es una especie de ave paseriforme de la familia Acrocephalidae endémica de las islas Marianas. Anteriormentes se consideraba una subespecie del carricero ruiseñor.

## Descripción
Mide aproximadamente 17 cm de largo. Tiene el plumaje de las partes superiores pardo grisáceo y las inferiores de color amarillo claro. Las hembras son ligeramente menores que los machos. Ambos sexos tienen el pico más largo que el resto de carriceros.

## Distribución y hábitat
Se encuentra únicamente en dos islas de las Marianas del norte, Saipán y Alamagan. Havita en los humedales, zonas de matorral y los márgenes de los bosques. Se estima una población de unos 2700 individuos en Saipán en 2009, y en Alamagan unos 950 individuos registrados en 2010.